# Timpone della Carcara
Timpone della Carcara este o arie protejată (arie specială de conservare — SAC, sit de importanță comunitară — SCI) din Italia întinsă pe o suprafață de 193 ha, integral pe uscat.

## Localizare
Centrul sitului Timpone della Carcara este situat la coordonatele 39°17′43″N 16°26′48″E / 39.295278°N 16.446667°E.

## Înființare
Situl Timpone della Carcara a fost declarat sit de importanță comunitară în septembrie 1995 pentru a proteja 2 specii de animale. Situl a fost protejat și ca arie specială de conservare în aprilie 2016.

## Biodiversitate
Situată în ecoregiunea mediteraneană, aria protejată conține 4 habitate naturale: Mlaștini turboase de tranziție și turbării mișcătoare, Liziere de ierburi înalte hidrofile de câmpie și de nivel montan până la alpin, Cursuri de apă de la nivel de câmpie la nivel montan, cu vegetație Ranunculion fluitantis și Callitricho-Batrachion, Păduri de fag din Apenini cu Abies alba și păduri de fag cu Abies nebrodensis.
La baza desemnării sitului se află mai multe specii protejate:
- mamifere (1): lupul (Canis lupus)
- nevertebrate (1): Cordulegaster trinacriae

Pe lângă speciile protejate, pe teritoriul sitului au mai fost identificate 15 specii de plante, 3 specii de amfibieni, 1 specie de mamifere, 2 specii de nevertebrate.